# Novocrambus propygmaeus
Novocrambus propygmaeus är en fjärilsart som beskrevs av Stanislas Bleszynski 1962. Novocrambus propygmaeus ingår i släktet Novocrambus och familjen Crambidae. Inga underarter finns listade i Catalogue of Life.